# Carmenta daturae
Carmenta daturae is een vlinder uit de familie wespvlinders (Sesiidae), onderfamilie Sesiinae.
Carmenta daturae is voor het eerst wetenschappelijk beschreven door Busck in 1920. De soort komt voor in het Neotropisch gebied.